# 24605 Tsykalyuk
24605 Tsykalyuk (1975 VZ8) là một tiểu hành tinh vành đai chính được phát hiện ngày 8 tháng 11 năm 1975 bởi N. S. Chernykh ở Đài vật lý thiên văn Crimean.